# Colobostema hoffmannae
Colobostema hoffmannae är en tvåvingeart som beskrevs av Heron Huerta och Ibanez-bernal 2008. Colobostema hoffmannae ingår i släktet Colobostema och familjen dyngmyggor. Inga underarter finns listade i Catalogue of Life.